# Association américaine (XXe siècle)
Pour les articles homonymes, voir Association américaine.
L’Association américaine (anglais : American Association ou AA) était une ligue mineure de baseball de niveau Triple-A, juste en dessous de la Ligue majeure de baseball. Elle a opéré de 1902 à 1962 et de 1969 à 1997. De 1904 à 1975, les champions de l'Association américaine et de la Ligue internationale se sont rencontrés lors des Junior World Series pour déterminer le champion du niveau Triple-A, du moins pour l'est des États-Unis.

## Histoire
Pendant toute l'histoire de l'Association américaine, les équipes étaient situées principalement au centre des États-Unis. Le nombre de spectateurs diminue progressivement dans les années 1950 et au début des années 1960 lorsque la Ligue majeure de baseball entame son expansion vers le centre et l'ouest en installant des franchises dans les grandes villes possédant déjà une équipe au sein de l'Association : les Braves de Milwaukee (en 1953), les Athletics de Kansas City (en 1955) et les Twins du Minnesota (en 1961). En 1961, la ligue n'a plus que 6 membres et après la saison 1962, elle est dissoute. Les Colonels de Louisville et les Dodgers d'Omaha disparaissent, alors que les quatre autres équipes intègrent la Ligue de la côte du Pacifique.
En 1969, la Ligue majeure accorde quatre nouvelles franchises (Montréal, Seattle, Kansas City et San Diego) et le besoin de quatre nouvelles équipes mineures permet de faire revivre la ligue. La saison inaugurale de la nouvelle version de l'Association se joue entre 6 équipes. Deux équipes d'expansion portent le nombre d'équipes à 8 dès la saison suivante jusqu'à la seconde disparition de la ligue en 1997.
Les 8 équipes sont alors intégrées aux deux autres ligues mineures de niveau Triple-AAA : les Iowa Cubs, les Nashville Sounds, les New Orleans Zephyrs, les Oklahoma City 89ers et les Omaha Royals rejoignent la Ligue de la côte du Pacifique à l'ouest du pays en 1998. Les Bisons de Buffalo, les Indianapolis Indians et les Louisville Redbirds débutent la saison 1998 au sein de la Ligue internationale.
Les Bisons de Buffalo ont été les derniers champions couronnés en 1997 et détiennent toujours le trophée.

## Rencontres interligues
De 1905 à 1975 de manière irrégulière, le champion de l'Association américaine affronte le champion de la Ligue internationale lors des Junior World Series (en référence aux World Series de la Ligue majeure). En 1983, les champions des trois ligues de niveau Triple-A se sont rencontrés lors de la première édition des Triple-A World Series.
De 1988 à 1992, les équipes de l'Association américaine et la Ligue internationale ont joué des rencontres interligues pendant la saison régulière, comme le font actuellement la Ligue américaine et la Ligue nationale.
De 1988 à 1997, les meilleurs joueurs des trois ligues étaient sélectionnés pour participer au match des étoiles Triple-A (Triple-A All-Star Game) aux alentours du milieu de la saison. Une équipe était composée des meilleurs joueurs des équipes affiliées aux franchises de la Ligue nationale, son adversaire constitué avec les meilleurs joueurs des équipes affiliées aux franchises de la Ligue américaine.

## Liste des équipes
Actuellement en Ligue de la côte du Pacifique :
- Iowa Cubs (1969-1997, sous le nom d'Iowa Oaks de 1969 à 1981)
- Evansville Triplets (1970-1984) → Nashville Sounds (1985-1997)
- Kansas City Blues (1902-1954) → Denver Bears (1955-1962, 1969-1983) → Denver Zephyrs (1984-1992) → New Orleans Zephyrs (1993-1997)
- Houston Buffaloes (1959-1961) → Oklahoma City 89ers (1962, 1969-1997)
- Omaha Royals (1969-1997)

Actuellement en Ligue internationale :
- Wichita Aeros (1970-1984) → Bisons de Buffalo (1985-1997)
- Indianapolis Indians (1902-1962, 1969-1997)
- Tulsa Oilers (1969-1976) → New Orleans Pelicans (1977) → Springfield Redbirds (1978-1981) → Louisville Redbirds (1982-1997)

Franchises disparues :
- Louisville Colonels (1902-1962)
- Milwaukee Brewers (1902-1952) → Toledo Mud Hens (1953-1955) → Wichita Braves (1956-1958) → Fort Worth Cats (1959) → Dallas Rangers (1960-1962)
- Minneapolis Millers (1902-1960)
- Columbus Senators (1902-1939) → Columbus Red Birds (1940-1954) → Omaha Cardinals (1954-1959)
- Saint Paul Apostles (1902-1914) → Saint Paul Saints (1915-1960) → Omaha Dodgers (1961-1962)
- Toledo Mud Hens (1902-1952) → Charleston Senators (1953-1960)

## Palmarès (1969-1997)
| Saison | Champion             | Meilleur joueur                  |
| ------ | -------------------- | -------------------------------- |
| 1969   | Omaha Royals         | Bernie Carbo, Indianapolis RF    |
| 1970   | Omaha Royals         | George Spriggs, Omaha OF         |
| 1971   | Denver Bears         | Richie Scheinblum, Denver OF     |
| 1972   | Evansville Triplets  | Pat Bourque, Wichita 1B          |
| 1973   | Tulsa Oilers         | Cliff Johnson, Denver DH         |
| 1974   | Tulsa Oilers         | Pete LaCock, Wichita 1B          |
| 1975   | Evansville Triplets  | Héctor Cruz, Tulsa 3B            |
| 1976   | Denver Bears         | Roger Freed, Denver 1B           |
| 1977   | Denver Bears         | Frank Ortenzio, Denver 1B        |
| 1978   | Omaha Royals         | Champ Summers, Indianapolis OF   |
| 1979   | Evansville Triplets  | Karl Pagel, Wichita OF           |
| 1980   | Springfield Redbirds | Randy Bass, Denver 1B            |
| 1981   | Denver Bears         | Manny Castillo, Omaha 3B         |
| 1982   | Indianapolis Indians | Ken Phelps, Wichita 1B           |
| 1983   | Denver Bears         | Mike Stenhouse, Wichita 1B       |
| 1984   | Louisville Redbirds  | Alan Knicely, Wichita 1B         |
| 1985   | Louisville Redbirds  | Steve Buechele, Oklahoma City 3B |
| 1986   | Indianapolis Indians | Barry Larkin, Denver SS          |
| 1987   | Indianapolis Indians | Lance Johnson, Louisville OF     |
| 1988   | Indianapolis Indians | Luis De Los Santos, Omaha 1B     |
| 1989   | Indianapolis Indians | Greg Vaughn, Denver OF           |
| 1990   | Omaha Royals         | Juan González, Oklahoma City OF  |
| 1991   | Denver Zephyrs       | Jim Olander, Denver OF           |
| 1992   | Oklahoma City 89ers  | Jim Tatum, Denver 3B             |
| 1993   | Iowa Cubs            | Eduardo Zambrano, Iowa OF        |
| 1994   | Indianapolis Indians | Dwayne Hosey, Omaha OF           |
| 1995   | Louisville Redbirds  | Eric Owens, Indianapolis 2B      |
| 1996   | Oklahoma City 89ers  | Lee Stevens, Oklahoma City DH    |
| 1997   | Bisons de Buffalo    | Magglio Ordóñez, Nashville OF    |

## Source
- (en) Bill O'Neal, The American Association, Eakin Press, avril 1992, 410 p. (ISBN 978-0-89015-812-8)